# Distrito de San Carlos (Bongará)
El distrito de San Carlos es uno de los doce distritos de la Provincia de Bongará, ubicado en el Departamento de Amazonas en el norte del Perú. Limita por el norte con el distrito de Cuispes; por el este con el distrito de Jumbilla; por el sur con el distrito de Valera y el distrito de Churuja y; por el oeste con el distrito de Jazán y la provincia de Luya.
Jerárquicamente, dentro de la Iglesia Católica, pertenece a la Diócesis de Chachapoyas

## Historia
El distrito fue creado en la época de la independencia, anexado de la Provincia de Chachapoyas.

## Geografía
Abarca una extensión de 100,76 km² y tiene una población estimada mayor a 400 habitantes.
Su capital es San Carlos.

## Atractivos turísticos

### Naturales
- Cascada Shasha, con una caída de 70 m, en la quebrada Shasha a 2185 m s. n. m..
- Catarata la Chinata, a 12 km de San Carlos, 2 horas de caminando, a 1300 m s. n. m.
- Cueva de Ucha Ramos, tiene una boca de 15 m de ancho por 1.5 m de alto en forma de gota. Con una profundidad de 2 km. El interior presenta formaciones rocosas como estalactitas, estalagmitas y estalactatos. En el interior hay filtraciones de agua cristalina continua en forma de chorro, terminando en un pequeño pozo. Ubicada a 2810 m s. n. m.

## Autoridades

### Municipales
- 2019 - 2022
  - Alcalde: Neptali Elías Álvarez Santamaria.
  - Regidores:

  1. Gumercindo Occ Gómez.
  2. Elita Quiroz Valle.
  3. Lucinda Caruajulca Rodríguez.

### Religiosas
- Obispo de Chachapoyas: Monseñor Emiliano Antonio Cisneros Martínez, OAR.[2]

## Festividades
- 4 de noviembre: Fiesta del Patrón San Carlos.
- 25 de diciembre: Fiesta del Niño Jesús.
- 30 de enero: Fiesta del Niño Jesús de Praga.
- 6 de enero: Fiesta de Bajada de Reyes.
- 3 de mayo: Fiesta de Tres Cruces.